# Anotylus tetracarinatus
Anotylus tetracarinatus, Syn.: Oxytelus tetracarinatus ist ein Käfer aus der Familie der Kurzflügler (Staphylinidae). Die Art ist in Mitteleuropa die häufigste Art der Gattung und vermutlich auch der ganzen Familie.

## Merkmale
Die Käfer erreichen eine Körperlänge von 1,7 bis 2,1 Millimetern und haben eine dunkle Körperfärbung. Die Schienen (Tibien) der Vorderbeine sind außen an der Spitze nicht gebuchtet. Der Hinterleib der Männchen besitzt keine Höckerchen.  

## Vorkommen und Lebensweise
Die Art kommt in der Paläarktis und in Nordamerika vor. In Nordeuropa, insbesondere in der Mitte und im Süden ist die Art weniger häufig, in Mittel- und Südeuropa ist sie überall häufig bis sehr häufig anzutreffen. Die Tiere kommen als Ubiquisten in verschiedensten faulenden Materialien vor. Häufig schwärmen die Imagines im Frühjahr oder Frühsommer in großer Zahl am Nachmittag oder Abend warmer Tage.